# УН регије Авганистана
Регије Уједињених нација у Авганистану су бивше административне јединице које су Уједињене нације покушавале успоставити, ради функционалнијег спровођења сопствених мисија у овој земљи.
Због лакше кординације на терену, Уједињене нације су територију Авганистана дефинисали у седам подрегија, које су груписане у три главне регије:

## Регија Сјеверни Авганистан

### Подрегија Сјеверозападни Авганистан
- Балх
- Фарјаб
- Џаузџан
- Саманган
- Сарипул

### Подрегија Сјевероисточни Авганистан
- Бадахшан
- Баглан
- Кундуз
- Тахар

## Регија Централни Авганистан

### Подрегија Западни Авганистан
- Бадгис
- Бамијан
- Фарах
- Гор
- Херат

### Подрегија Централни Авганистан
- Кабул
- Каписа
- Логар
- Панџшер
- Парван
- Вардак

### Подрегија Источни Авганистан
- Кунар
- Лагман
- Нангархар
- Нуристан

## Регија Јужни Авганистан

### Подрегија Југозападни Авганистан
- Дајкунди
- Хелманд
- Кандахар
- Нимроз
- Урузган
- Забул

### Подрегија Југоисточни Авганистан
- Газни
- Хост
- Пактија
- Пактика